# Enope (Muse)
Enope (altgriechisch Ἠνόπη Ēnópē) ist eine Muse der griechischen Mythologie.
Ihr Name wird einzig in den Scholien des Johannes Tzetzes zu dem epischen Lehrgedicht Werke und Tage des Hesiod überliefert. Nachdem Tzetzes auf die unterschiedlichen Musenkataloge etwa des Eumelos von Korinth, des Aratos von Soloi und des Epicharmos eingegangen ist, fährt er fort, es gebe jedoch andere, nach denen es zunächst die folgenden neun Musen gab:
Kallichore, Helike, Eunike, Thelxinoë, Terpsichore, Euterpe, Eukelade, Dia, Enope.
Von diesen werden Eukelade und Enope allein in diesen Scholien genannt. Terpsichore und Euterpe gehören zu den heute bekannten Musen nach Hesiod; Thelxinoë zählt in manchen Quellen zu den „titanischen Musen“; die verbleibenden Namen kennt man als Nymphen und Heroinen. So trägt den Namen Kallichore auch eine Bassaride, Euneike ist der Name einer Nereide und einer Quellnymphe, Helike und Dia sind mehrfach als Nymphen und Heroinen belegt.